# Marceli Aleksander Remiszewski
Marceli Aleksander Remiszewski (ur. 10 września 1889, w Bóbrce, zm. 15 grudnia 1938 w Poznaniu) – polski inżynier budowlany, porucznik saperów Wojska Polskiego.

## Życiorys
Marceli Aleksander Remiszewski urodził się 10 września 1889 roku w Bóbrce, w rodzinie Wiktora (1853-1919) i Jadwigi Karoliny z Karpińskich (1864-1944). Był wnukiem Marcelego Remiszewskiego, ros. Марцелий Бартоломеевич Ремишевский (ur. 1804 w Płocku, zm. 18 maja 1887 w Warszawie), pułkownika Armii Imperium Rosyjskiego. Młodszy brat, Kazimierz Stanisław Remiszewski (ur. 15 lutego 1891 roku w Krośnie, zm. 29 maja 1964 roku w Gdyni) był kapitanem piechoty Wojska Polskiego i ojcem Teresy Remiszewskiej, prekursorki samotnego kobiecego żeglarstwa w Polsce.
11 czerwca 1919 roku został przeniesiony z 14 pułku piechoty do Wydziału Żandarmerii Ministerstwa Spraw Wojskowych w Warszawie. 1 czerwca 1921 roku pełnił służbę w VI batalionie kolejowym, a jego oddziałem macierzystym był wówczas 3 pułk wojsk kolejowych w Poznaniu. W latach 1921–1924 był odkomenderowany na Politechnikę Lwowską celem ukończenia studiów. W międzyczasie, w wyniku rozformowania 3 pułku wojsk kolejowych, został przeniesiony do 1 pułku Saperów Kolejowych w Krakowie. 3 maja 1922 roku został zweryfikowany w stopniu porucznika ze starszeństwem z dniem 1 czerwca 1919 roku i 22. lokatą w korpusie oficerów kolejowych. W 1928 roku pełnił służbę w Korpusie Kadetów Nr 1 we Lwowie. W 1934 roku pozostawał w ewidencji Powiatowej Komendy Uzupełnień Poznań Miasto. Posiadał przydział do Oficerskiej Kadry Okręgowej Nr VII. Był wówczas „przewidziany do użycia w czasie wojny”. Do swojej śmierci pracował w firmie H. Cegielski S.A. na stanowisku kierownika Działu Konstrukcji Żelaznych. Zmarł 15 grudnia 1938 roku w Poznaniu. Pochowany 18 grudnia 1938 roku na nieistniejącym obecnie cmentarzu świętego Marcina przy ulicy Towarowej w Poznaniu. Marceli Aleksander Remiszewski był żonaty z Marią Bilońską (1906–1977).